# Larry Bunker
Lawrence Benjamin Bunker (Long Beach, 4 november 1928 - Los Angeles, 8 maart 2005) was een Amerikaanse jazz-drummer en vibrafonist. 
Bunker leerde zichzelf piano, accordeon en saxofoon spelen. Tijdens zijn diensttijd in het Amerikaanse leger was hij drummer en pianist in een legerband. Na zijn terugkeer in Californië in 1948 werkte hij met Howard Rumsey. In 1953 verving hij Chico Hamilton in het kwartet van saxofonist Gerry Mulligan. In de jaren erna werkte hij met musici als Stan Getz, Warne Marsh, Clare Fischer, Gary Burton, Dizzy Gillespie, Barney Kessel en Art Pepper. In de periode 1955-1960 begeleidde hij met pianist Jimmy Rowles de zangeressen Billie Holiday en Peggy Lee op plaatopnames.
In het begin van de jaren zestig nam hij met een eigen groep enkele albums op. Hij speelde bij Bud Shank (1962) en was lid van het trio van Bill Evans (1963-1964). In de jaren erna was hij actief als studiomuzikant en werkte hij voor onder meer Henry Mancini, Neal Hefti, Johnny Mandel en Nelson Riddle.
Larry Bunker is te horen op talloze albums, van Hampton Hawes, Bob Gordon en Chet Baker tot en met Nancy Wilson en David Shire.